# Portugalsko carstvo
Portugalsko kolonijalno carstvo je uz špansko bilo najstarije i najdugovečnije kolonijalno carstvo u istoriji. Trajalo je šest vekova, od osvajanja Seute 1415. do povlačenja iz Makaoa 1999. i neovisnosti Istočnog Timora 2002. godine. Prekomorska ekspanzija Portugalaca počinje 1488. kada Bartolomeo Dijas oplovljava Rt dobre nade, sledi uspešno putovanje do Indije Vaska da Game 1498, te otkriće Brazila za koje je zaslužan Pedro Alvares Kabral 1500. godine. Portugalsko carstvo se opisuje kao prvo globalno carstvo u istoriji, mada se taj status ponekad pripisuje Španskom carstvu.
Portugalsko carstvo je nastalo na početku ere velikih geografskih otkrića. Moć i uticaj Portugalske kraljevine su se vremenom proširili po celom svetu. Nakon rekonkiste, portugalski moreplovci su počeli da istražuju obale Afrike i Atlanskog arhipelaga tokom 1418–19, koristeći nedavne navigacione izume, kartografiju i pomorsku tehnologiju, kao što je karavela, s ciljem pronalaženja pomorske rute do izvora unosne trgovine začinima. Tokom narednih decenija, portugalski mornari su nastavili da istražuju obale i ostrva Istočne Azije, uspostavljajući utvrđenja i proizvodne centre na svom putu. Do 1571. godine niz pomorski postaja je povezivao Lisabon sa Nagasakijem duž obale Afrike, Srednjeg Istoka, Indije i južne Azije. Ova trgovačka mreža i kolonijalna trgovina su imali znatan pozitivan učinak na portugalski ekonomski rast (1500–1800), kada je sačinjavala oko petine portugalske zarade po glavi stanovnika.
Kad je kralj Filip II od Španije nasledio portugalsku krunu 1580. godine započela je šezdesetogodišnja unija Španije i Portugalije poznata narednoj istoriografiji kao Iberijska unija. Područja su i dalje imala odvojene uprave. Kako je kralj Španije bio isto tako kralj Portugalije, portugalske kolonije su postale predmet napada tri rivalske evropske sile neprijateljske prema Španiji: Holandske republike, Engleske, i Francuske. Sa svojom manjom populacijom, Portugalija nije mogla da efektivno obrani svoju prerastegnutu mrežu trgovačkih postaja, a carstvo je započelo dugo i postupno opadanje. Konačno, Brazil je postao najvrednija kolonija druge epohe carstva (1663–1825), dok se, kao deo talasa pokreta nezavisnosti koji je zahvatio Amerike tokom ranog 19. veka, nije odvojio 1822. godine.

## Kolonije
Severna Afrika
- Aguz (1506.-1525)
- Ksar es-Segir (1458.-1550)
- Arzila (1471.-1550, 1577.-1589)
- Azamor (1513.-1541)
- Seuta (1415.-1640)
- Al Džadida (1485.-1550, 1506.-1769)
- Mogador (1506.-1525)
- Safi (1488.-1541)
- Agadir (1505.-1769)
- Tanger (1471.-1662)

Podsaharska Afrika
- Akra (1557.-1578.
- Angola (1575.-1975)
- Ano Bom (1474.-1778)
- Arguim (1455.-1633)
- Kabinda (1883.-1975)
- Zelenortska Ostrva (1642.-1975)
- Elmina (1482.-1637)
- Bioko (1478.-1778)
- Portugalska zlatna obala (1482.-1642)
- Portugalska Gvineja (1879.-1974)
- Malindi (1500.-1630)
- Mombasa (1593.-1698, 1728.-1729)
- Mozambik (1501.-1975)
- Kilva (1505.-1512)
- Uida (1680.-1961)
- Sao Tome i Prinsipe (1753.-1975)
- Sokotra (1506.-1511)
- Zanzibar (1503.-1698)
- Ziginšor (1645.-1888)

Zapadna Azija
- Bahrein (1521.-1602)
- Ormuz (1515.-1622)
- Maskat (1515.-1650)
- Bender Abas (1506.-1615)

Indijski potkontinent
- Cejlon (1518.-1658)
- Lakadivi (1498.-1545)
- Maldivi (1518.-1521, 1558.-1573)

Portugalska Indija:
- Vasaj-Virar (1535.-1739)
- Mumbaj (1534.-1661)
- Kožikode (1512.-1525)
- Kanur (1502.-1663)
- Čaul (1521.-1740)
- Čitagong (1528.-1666)
- Kočin (1500.-1663)
- Kodungalur (1536.-1662)
- Dadra i Nagar Haveli (1779.-1954)
- Daman (1559.-1962)
- Diu (1535.-1962)
- Goa (1510.-1962)
- Hagli (1579.-1632)
- Nagapatinam (1507.-1657)
- Palikat (1518.-1619)
- Kolam (1502.-1661)
- Salset (1534.-1737)
- Mačilipatnam (1598.-1610)
- Mangalor (1568.-1659)
- Surat (1540.-1612)
- Tutukudi (1548.-1658)
- Sao Tome de Meliapore (1523.-1662; 1687.-1749)

Istočna Azija
- Bante (16-18 vek)
- Flores (16-19 vek)
- Makao (1557.-1999)
- Makasar (1512.-1665)
- Malaka (1511.-1641)
- Molučka ostrva (Amboina, 1576.-1605)
- Ternate (1522.-1575)
- Tidore (1578.-1650)
- Nagasaki (1571.-1639)
- Istočni Timor (1642.-1975)

Južna Amerika
- Brazil (1500.-1822)
- Sisplatina (1808.-1822)
- Francuska Gvajana (1809.-1817)
- Nova kolonija do Sakramento (1680.-1777)

Atlantski okean
- Madeira
- Azori

## Literatura
- Abeyasinghe, Tikiri (1986). Jaffna Under the Portuguese. Lake House Investments. ISBN 978-9555520003.
- Abir, Mordechai (1980). Ethiopia and the Red Sea: The Rise and Decline of the Solomonic Dynasty and Muslim European Rivalry in the Region. Routledge. ISBN 978-0714631646.
- Ahmed, Farooqui Salma (2011). A Comprehensive History of Medieval India: Twelfth to the Mid-Eighteenth Century. Pearson Education India. ISBN 978-81-317-3202-1.
- Appiah, Anthony; Gates, Henry Louis, ур. (2010). Encyclopedia of Africa, Volume 2. Oxford University Press. ISBN 9780195337709.
- Arnold, James R.; Wiener, Roberta, ур. (2012). Cold War: The Essential Reference Guide. ABC-CLIO. ISBN 978-1-61069-003-4. Приступљено 12. 7. 2012.
- Brockey, Liam Matthew (2008). Portuguese Colonial Cities in the Early Modern World. Ashgate Publishing, Ltd. ISBN 978-0-7546-6313-3.
- Abernethy, David (2000). The Dynamics of Global Dominance, European Overseas Empires 1415–1980. Yale University Press. ISBN 978-0-300-09314-8.
- Anderson, James Maxwell (2000). The History of Portugal. Greenwood Publishing Group. ISBN 978-0-313-31106-2.
- Bakewell, Peter (2009). A History of Latin America to 1825. Wiley-Blackwell. ISBN 978-1405183680.
- Bethell, Leslie (1985). The Independence of Latin America. Cambridge University Press. ISBN 978-0-521-34927-7.
- Bethencourt, Francisco; Curto, Diogo Ramada (2007). Portuguese Overseas Expansion, 1400–1800. Cambridge University Press. ISBN 978-0-521-84644-8.
- Black, Jeremy (2011). War in the World: A Comparative History, 1450–1600. Palgrave Macmillan. ISBN 9780230344266.[мртва веза]
- Boxer, Charles Ralph (1969). The Portuguese Seaborne Empire 1415–1825. Hutchinson. ISBN 978-0-09-131071-4.
- Boyajian, James (2008). Portuguese Trade in Asia Under the Habsburgs, 1580–1640. JHU Press. ISBN 978-0-8018-8754-3.
- Chesworth, John; Thomas, David, ур. (2015). Christian-Muslim Relations. a Bibliographical History.: Volume 7. Central and Eastern Europe, Asia, Africa and South America (1500–1600). Brill Academic Publishers. ISBN 978-9004297203.
- Coates, Timothy Joel (2002). Convicts and Orphans: Forced and State-Sponsored Colonization in the Portuguese Empire, 1550–1755. Stanford University Press. ISBN 9780804733595.
- Cohen, Leonardo (2009). The Missionary Strategies of the Jesuits in Ethiopia (1555–1632). Harrassowitz Verlag. ISBN 978-3-447-05892-6.
- Corrado, Jacopo (2008). The Creole Elite and the Rise of Angolan Protonationalism: 1870–1920. Cambria Press. ISBN 9781604975291.
- Crowley, Roger (2015). Conquerors: How Portugal Forged the First Global Empire.
- de Almeida, Miguel Vale (2004). An Earth-colored Sea: Race, Culture And The Politics Of Identity In The Post-colonial Portuguese-speaking World. Berghahn Books. ISBN 978-1-78238-854-8.
- Davies, Kenneth Gordon (1974). The North Atlantic World in the Seventeenth Century. University of Minnesota Press. ISBN 978-0-8166-0713-6.
- Davis, David Brion (2006). Inhuman Bondage: The Rise And Fall of Slavery in the New World. Oxford University Press. ISBN 9780195140736.
- Diffie, Bailey W.; Winius, George D. (1977). Foundations of the Portuguese Empire, 1415–1580. University of Minnesota Press. ISBN 978-0-8166-0782-2.
- Disney, A.R. (2009a). History of Portugal and the Portuguese Empire Volume 1, Portugal: From Beginnings to 1807. Cambridge University Press. ISBN 978-0521843188.
- Disney, A.R. (2009b). History of Portugal and the Portuguese Empire Volume 2, Portugal: From Beginnings to 1807. Cambridge University Press. ISBN 978-0521738224.
- Dodge, Ernest Stanley (1976). Islands and Empires: Western Impact on the Pacific and East Asia. University of Minnesota Press. ISBN 978-0816607884.
- Gallagher, Tom (1982). Portugal: A Twentieth Century Interpretation. St. Martin's Press. ISBN 9780719008764.
- Gann, Louis Henry; Duignan, Peter (1972). Africa and the World: An Introduction to the History of Sub-Saharan Africa from Antiquity to 1840. University Press of America. ISBN 978-0-7618-1520-4.
- Gipouloux, François (2011). The Asian Mediterranean: Port Cities and Trading Networks in China, Japan and Southeast Asia, 13th–21st Century. Edward Elger. ISBN 978-0857934260.
- Goodman, Grant K. (2000). Japan and the Dutch 1600-1835. Routledge. ISBN 978-0700712205.
- Goodwin, Stefan (2008). Africa's Legacies Of Urbanization: Unfolding Saga of a Continent. Lexington Books. ISBN 978-0-7391-5176-1.
- Herring, Hubert Clinton; Herring, Helen Baldwin (1968). A History of Latin America: From the Beginnings to the Present. Knopf. ISBN 978-0-224-60284-6.
- Heywood, Linda M.; Thornton, John K., ур. (2007). Central Africans, Atlantic Creoles, and the Foundation of the Americas, 1585–1660. Cambridge University Press. ISBN 9780521770651.
- Jesus, Carlos Augusto Montalto (1902). Historic Macao. Kelly & Walsh, ltd. ISBN 9781143225352.
- Juang, Richard M.; Morrissette, Noelle Anne, ур. (2008). Africa and the Americas: Culture, Politics, and History: A Multidisciplinary Encyclopedia, Volume 2. ABC-CLIO. ISBN 978-1-85109-441-7.
- Kamen, Henry (1999). Philip of Spain. Yale University Press. ISBN 9780300078008.
- Kozák, Jan; Cermák, Vladimir (2007). The Illustrated History of Natural Disasters. Springer. ISBN 9789048133246.
- Kratoska, Paul H. (2004). South East Asia, Colonial History: Imperialism before 1800. Taylor and Francis. ISBN 978-0415215404.
- Lach, Donald F. (1994). Asia in the Making of Europe, Volume I: The Century of Discovery. University of Chicago Press. ISBN 9780226467085.
- Ladle, Jane (2000). Brazil. American Map. ISBN 9780887291302.
- Lisboa, Maria Manuel (2008). Paula Rego's Map of Memory: National and Sexual Politics. Ashgate Publishing. ISBN 978-0-7546-0720-5.
- Lockhart, James (1983). Early Latin America: A History of Colonial Spanish America and Brazil. Cambridge University Press. ISBN 978-0-521-29929-9.
- Macmillan, Allister (2000). Mauritius Illustrated. Educa Books, Facsimile edition. ISBN 978-0-313-31106-2.
- Mahoney, James (2010). Colonialism and Postcolonial Development Spanish America in Comparative Perspective. Cambridge University Press. ISBN 9780521116343.
- Malekandathil, Pius (2010). Maritime India: Trade, Religion and Polity in the Indian Ocean. Primus Books. ISBN 978-9380607016.
- Mancall, Peter C. (2007). The Atlantic World and Virginia, 1550–1624. University of North Carolina Press. ISBN 9780807838839.
- Marley, David (2005). Historic Cities of the Americas: An Illustrated Encyclopedia, Volume 1. ABC-CLIO. ISBN 978-1-57607-574-6.
- Marley, David (2008). Wars of the Americas: A Chronology of Armed Conflict in the Western Hemisphere (2 Volumes). University of Oklahoma Press. ISBN 978-1598841008.
- McAlister, Lyle (1984). Spain and Portugal in the New World, 1492–1700. University of Minnesota Press. ISBN 978-0-8166-1216-1.
- Mathew, Kuzhippalli Skaria (1988). History of the Portuguese Navigation in India, 1497–1600. Mittal Publications. ISBN 978-8170990468.
- Mehta, Jaswant Lal (1980). Advanced Study in the History of Medieval India. Sterling Publishers Pvt. Ltd. ISBN 978-81-207-0617-0.
- Metcalf, Alida C. (2006). Go-Betweens and the Colonization of Brazil: 1500–1600. University of Texas Press. ISBN 978-0-292-71276-8.
- Metcalf, Alida C. (2005). Family and Frontier in Colonial Brazil: Santana de Parnaíba, 1580–1822. University of Texas Press. ISBN 978-0-292-70652-1.
- Newitt, Malyn D.D. (1995). A History of Mozambique. Indiana University Press. ISBN 978-0-253-34006-1.
- Newitt, Malyn D.D. (2005). A History of Portuguese Overseas Expansion, 1400–1668. Routledge. ISBN 978-0-415-23979-0.[мртва веза]
- O'Flanagan, Patrick (2008). Port Cities of Atlantic Iberia, c. 1500–1900. Ashgate Publishing. ISBN 978-0-7546-6109-2.
- de Oliveira Marques, A.H. (1972). History of Portugal: From Lusitania to Empire; Vol. 1. Columbia University Press. ISBN 978-0231031592.
- Olson, James Stuart (1991). Historical Dictionary of European Imperialism. Greenwood. ISBN 9780313262579.
- Ooi, Keat Gin (2004). Southeast Asia: A Historical Encyclopedia, from Angkor Wat to East Timor: Volume 1. ABC_CLIO. ISBN 978-1-57607-771-9.
- Ooi, Keat Gin (2009). Historical Dictionary of Malaysia. Rowman & Littlefield Publishers, Inc. ISBN 978-0-8108-5955-5.
- Page, Melvin E.; Sonnenburg, Penny M., ур. (2003). Colonialism: An International, Social, Cultural, and Political Encyclopedia, Volume 2. ABC-CLIO. ISBN 978-1-57607-335-3.
- Paquette, Gabriel (2014). Imperial Portugal in the Age of Atlantic Revolutions: The Luso-Brazilian World, c. 1770–1850. Cambridge University Press. ISBN 978-1107640764.
- Panikkar, K.M. (1953). Asia and Western dominance, 1498-1945, by K.M. Panikkar. London: G. Allen and Unwin.
- Pearson, Michael (1976). Merchants and Rulers in Gujarat: The Response to the Portuguese in the Sixteenth Century. University of California Press. ISBN 978-0520028098.
- Pearson, Michael (1987). The Portuguese in India. Cambridge University Press. ISBN 978-0-521-25713-8.[мртва веза]
- Ponting, Clive (2000). World History: A New Perspective. Chatto & Windus. ISBN 978-0-7011-6834-6.
- Priolkar, A.K. The Goa Inquisition (Bombay, 1961).
- Ricklefs, M.C. (1991). A History of Indonesia since c. 1300 (2nd изд.). London: MacMillan. ISBN 978-0-333-57689-2.
- Rodriguez, Junius P. (2007). Slavery in the United States: A Social, Political, and Historical Encyclopedia: Volume 2. ABC-CLIO. ISBN 978-1-85109-549-0.
- do Rosário Pimente, Maria (1995). Viagem ao fundo das consciências: a escravatura na época moderna. Edições Colibri. ISBN 978-972-8047-75-7.
- Russell-Wood, A.J.R. (1968). Fidalgos and Philanthropists: The Santa Casa da Misericórdia of Bahia, 1550–1755. University of California Press. ASIN B0006BWO3O.
- Russell-Wood, A.J.R. (1998). The Portuguese Empire 1415–1808. Johns Hopkins University Press. ISBN 978-0-8018-5955-7.
- Scammell, Geoffrey Vaughn (1997). The First Imperial Age, European Overseas Expansion c. 1400–1715. Routledge. ISBN 978-0-415-09085-8.
- Scarano, Julita (2009). MIGRAÇÃO SOB CONTRATO: A OPINIÃO DE EÇA DE QUEIROZ. Unesp- Ceru. Архивирано из оригинала 4. 2. 2013. г. Приступљено 29. 11. 2012.
- Schwartz, Stuart B. (1973). Sovereignty and Society in Colonial Brazil: The High Court of Bahia and Its Judges, 1609–1751. University of California Press. ISBN 978-0520021952.
- Shastry, Bhagamandala Seetharama (2000). Goa-Kanara Portuguese Relations, 1498–1763. Concept Publishers. ISBN 978-8170228486.
- de Silva Jayasuriya, Shihan (2008). The Portuguese in the East: A Cultural History of a Maritime Trading Empire. I.B. Taurus. ISBN 978-1845115852.
- de Souza, Teotonio R., ур. (1990). Goa Through the Ages: An Economic History, Issue 6 of Goa University publication series Volume 2. Concept Publishing Company. ISBN 978-81-7022-259-0.
- Stapleton, Timothy J. (2013). A Military History of Africa. ABC-CLIO. ISBN 978-0-313-39569-7.
- Subrahmanyam, Sanjay (2012). The Portuguese Empire in Asia, 1500–1700: A Political and Economic History (2 изд.). Wiley-Blackwell. ISBN 978-1-118-27401-9.
- Thomas, Hugh (1997). The Slave Trade: The Story of the Atlantic Slave Trade: 1440–1870. Simon and Schuster. ISBN 978-0-684-83565-5. Приступљено 10. 7. 2012.
- Thornton, John K. (2000). Warfare in Atlantic Africa, 1500–1800. Routledge. ISBN 978-1-135-36584-4.
- Treece, Dave (2000). Exiles, Allies, Rebels: Brazil's Indianist Movement, Indigenist Politics, and the Imperial Nation-State. Praeger. ISBN 978-1-85109-549-0.
- Velupillai, Viveka (2015). Pidgins, Creoles and Mixed Languages: An Introduction. John Benjamins. ISBN 978-1-85109-549-0.
- Wheeler, Douglas L. (1998). Republican Portugal: A Political History, 1910–1926. University of Wisconsin Press. ISBN 978-0-299-07450-0. Приступљено 12. 7. 2012.
- White, Paula (2005).  Bowman, John Stewart; Isserman, Maurice, ур. Exploration in the World of the Middle Ages, 500–1500. Facts on File, Inc. ISBN 978-3-87294-202-9.
- Whiteway, Richard Stephen (1899). The Rise of Portuguese Power in India, 1497–1550. Archibald Constable & Co.
- Yamashiro, José (1989). Choque Luso No Japão Dos Séculos XVI e XVII. Ibrasa. ISBN 978-1-74059-421-9.